# Dødningehoved (symbol)
 For alternative betydninger, se Dødningehoved. (Se også artikler, som begynder med Dødningehoved)
Dødningehovedet er i den vestlige kultur et udbredt grafisk symbol, der består af gengivelsen af et menneskes kranium set forfra, sjældent i profil, med eller uden underkæbe. Som oftest vises også to korslagte lårbensknogler enten under eller bag det afbildede kranium.
Dødningehovedet tjener i almindelighed til symbolisering af eller trusler om fysisk livsfare og død, forgængelighed af menneskers liv i sammenligning med den udødelige sjæl og hele den fysiske verden i forhold til åndelige værdier, der er indeholdt i religion.
Derudover er dødningehovedet gennem tiden blevet benyttet som symbol i både militære sammenhænge, indenfor heraldikken og senest i den moderne ungdomskultur som et symbol for protest, f.eks. i forbindelse med demonstrationer arrangeret af Piratpartiet.